# Хойно-Нове-Друге
Хойно-Нове-Друге (пол. Chojno Nowe Drugie) — село в Польщі, у гміні Селище Холмського повіту Люблінського воєводства.
У 1975-1998 роках село належало до Холмського воєводства.